# A Mulher Invisível (série)
A Mulher Invisível é uma série de televisão brasileira produzida pela Conspiração Filmes e exibida pela TV Globo entre 31 de maio a 20 de dezembro de 2011.
Baseada no filme homônimo, foi criada por Guel Arraes, Cláudio Torres e Sansa F., contando com colaboração de Mauro Wilson e Leandro Assis. A direção foi de Cláudio Torres, Carolina Jabor e Selton Mello. 
Contou com Luana Piovani, Selton Mello e Débora Falabella.

## Sinopse
A série conta a história de Pedro e de Amanda, uma mulher que apenas ele pode enxergar e que reúne todos os atributos da amante ideal. A situação de Pedro é complicada. O rapaz está casado com Clarisse e vai precisar lidar com o fato de ter duas mulheres em sua vida. Para piorar, além de esposa, Clarisse é nada menos que a chefe de Pedro, dona da agência de publicidade onde ele agora trabalha.
Para conseguir levar a situação adiante, Pedro conta com a ajuda de Wilson, que também é funcionário da agência de Clarisse. No entanto, pode-se dizer que Wilson não tem muito talento para dar conselhos e acaba colocando o amigo nas maiores confusões.
A equipe da agência conta ainda com Silvinha, que é apaixonada por Wilson, apesar de viver uma relação de amor e ódio em função das escapulidas do rapaz.
Final da primeira temporada
No último episódio da primeira temporada, Clarisse acha que Pedro inventou Amanda para se livrar dos compromissos chatos com ela, e então termina com Pedro e resolve ir viajar para Paris. Pedro não consegue um jeito de provar para Clarisse que Amanda existe, mas, numa última conversa com Pedro no aeroporto, Clarisse revela que gostava de Amanda, o que é necessário para ver Amanda. E então Amanda aparece no aeroporto com um livro que Pedro deu a Clarisse e ela adorava, e Clarisse descobre que Amanda existe.
No fim, elas acabam se tornando amigas.
Final da segunda (última) temporada
Pedro (Selton Mello) e Clarisse (Débora Falabella) tiraram alguns dias de folga e decidiram viajar. O publicitário não abriu mão da companhia de Amanda (Luana Piovani), mas Clarisse afirmou que só aceitaria a presença da mulher invisível no passeio se ela ficasse em um quarto separado.  Pedro aceitou a exigência da esposa e a viagem foi um verdadeiro sucesso.
Completamente apaixonados, Clarisse e Pedro viveram momentos inesquecíveis, e acabaram deixando Amanda de lado. Empolgada com tanta paixão, a publicitária começou a questionar a importância da mulher invisível no relacionamento do casal. Ao perceber que sua presença não era mais tão importante, Amanda fez as malas e decidiu ser a mulher ideal de outras pessoas.
Ela saiu em busca de outros homens abandonados e acabou encontrando Wilson (Álamo Facó), que teve uma briga feia com Silvinha (Deborah Wood) depois de tentar conquistar uma estagiária da agência. Ele ficou surpreso por conseguir ver a mulher ideal que sempre sonhou, mas não parava de pensar em conseguir o perdão de sua amada.
Em um momento de fraqueza, Pedro se arrependeu de ter deixado Amanda, mas Clarisse o consolou dizendo que ele fez a escolha certa. Amanda sofreu com a perda de seu “cacarico”, mas logo inventou um Pedro imaginário para suprir sua carência.

## Elenco
| Ator             | Personagem                |
| ---------------- | ------------------------- |
| Selton Mello     | Pedro                     |
| Débora Falabella | Clarisse                  |
| Luana Piovani    | Amanda (Mulher Invisível) |

## Audiência
1ª Temporada:
Meta: 17 pontos
| Data de Exibição    | Horário | Emissora   | Audiência |
| ------------------- | ------- | ---------- | --------- |
| 31 de maio de 2011  | 23:00   | Rede Globo | 25        |
| 7 de junho de 2011  | 23:00   | Rede Globo | **        |
| 14 de junho de 2011 | 23:00   | Rede Globo | 23        |
| 21 de junho de 2011 | 23:00   | Rede Globo | 20        |
| 28 de junho de 2011 | 23:00   | Rede Globo | 19        |
| 5 de julho de 2011  | 23:00   | Rede Globo | 23        |

Média: 22 pontos.
2ª Temporada:
Meta: 17 pontos
| Data de Exibição       | Horário | Emissora   | Audiência |
| ---------------------- | ------- | ---------- | --------- |
| 1 de novembro de 2011  | 23:00   | Rede Globo | 22        |
| 8 de novembro de 2011  | 23:00   | Rede Globo | 20        |
| 15 de novembro de 2011 | 23:00   | Rede Globo | 22        |
| 22 de novembro de 2011 | 23:00   | Rede Globo | 22        |
| 29 de novembro de 2011 | 23:00   | Rede Globo | 22        |
| 6 de dezembro de 2011  | 23:00   | Rede Globo | 22        |
| 13 de dezembro de 2011 | 23:00   | Rede Globo | 20        |
| 20 de dezembro de 2011 | 23:00   | Rede Globo | 21        |

Média: 21 pontos.

## Reprises
Foi reexibida no formato de telefilme no especial de 50 anos da Rede Globo, "Luz, Câmera, 50 Anos". A primeira parte foi exibida em 26 de maio e a segunda em 28 de maio de 2015. Substituiu Suburbia e foi substituída por Hoje é Dia de Maria.
Foi reexibida na íntegra pelo Canal Viva de 22 de janeiro a 13 de abril de 2016.

## Prêmios e indicações
| Ano  | Prêmio                    | Categoria               | Indicação          | Resultado |
| ---- | ------------------------- | ----------------------- | ------------------ | --------- |
| 2011 | Prêmio Extra              | Melhor série            | A Mulher Invisível | Indicado  |
| 2011 | Prêmio Extra              | Melhor ator             | Selton Melo        | Indicado  |
| 2012 | Prêmio Emmy Internacional | Melhor série de comédia | A Mulher Invisível | Venceu    |